# The Get Down
A The Get Down zenés televíziós drámasorozat, amely Dél-Bronxban játszódik, az 1970-es évek végén. A Netflixen 2016-ban indult sorozat alkotói Baz Luhrmann és Stephen Adly Guirgis, gyártója a Sony Pictures Television. Az első évad hat, egyenként 53–93 perces részből álló első fele 2016. augusztus 12-én vált elérhetővé.

## Szereplők

### Állandó szereplők
- Justice Smith mint Ezekiel „Zeke” Figuero, az okos, életrevaló tini csordultig kihasználatlan tehetséggel és viszonzatlan szerelemmel, aki nyomot akar hagyni ezen a Földön. Szerelmes Mylene-be, de a lány küzdelme azért, hogy elhagyja a Bronxot, közéjük áll.
- Shameik Moore mint Shaolin Fantastic, az utca gyermeke, aki keresi az izgalmakat, kiszámíthatatlan, szertelen, de mindenek felett rejtélyes. Nem bízik Mylene-ben, úgy véli csak elvonja Ezekiel figyelmét az igazán fontos dolgokról.
- Herizen F. Guardiola mint Mylene Cruz, a kitartó és hihetetlen hangú lány, aki arról álmodik, hogy egyszer diszkósztár lesz, amely álmot vallásos családja hátráltatja. Szereti Ezekielt, de attól tart, sosem hagyja el a Bronxot.
- Skylan Brooks mint Ra-Ra Kipling, a hűséges, tisztelt, védelmező barát és fivér, aki két lábbal áll a földön, bölcsessége korát meghazudtoló.
- T.J. Brown Jr. mint Boo-Boo Kipling, a műszaki irányultságú srác, aki egy fékezhetetlen negyvenéves tizennégy éves testben.
- Yahya Abdul-Mateen II mint Cadillac, gengszter és a diszkóvilág hercege, aki a Bronx leghírhedtebb éjszakai helyét is vezeti.[4]
- Jimmy Smits mint Francisco „Papa Fuerte” Cruz, Dél-Bronx politikai vezetője, aki biztosítja a lakóknak azt, amit a város nem: munkát, lakhatást, egészségügyet.[5]

### Visszatérő szereplők
- Jaden Smith mint Marcus „Dizzee” Kipling, a leginkább művészi beállítottságú Kipling fivér, aki a Rumi nevet használja, amikor a metróban graffitizik.
- Giancarlo Esposito mint Ramon Cruz tiszteletes, Mylene apja
- Mamoudou Athie mint Grandmaster Flash
- Yolonda Ross mint Ms. Green, angoltanár
- Kevin Corrigan mint Jackie Moreno, lemezproducer
- Zabryna Guevara mint Lydia Cruz, Ramon Cruz felesége
- Daveed Diggs és Nas (hang) mint a felnőtt Ezekiel
- Lillias White mint Fat Annie, Cadillac anyja
- Barrington Walters Jr. mint Doo-wop
- Stefanée Martin mint Yolanda Kipling, Boo-Boo, Dizzee és Ra-Ra testvére, Mylene egyik legjobb barátja
- Shyrley Rodriguez mint Regina, Mylene másik legjobb barátja
- Tory Devon Smith mint Little Wolf, Regina barátja
- Qaasim Middleton mint a The Notorious Three egyik tagja
- Eric D. Hill Jr. mint DJ Kool Herc

## Gyártás
A sorozatot 2015 februárjában jelentették be, amikor Luhrmann már tíz éve dolgozott a koncepción. A sorozat leírása szerint „mitikus saga arról, hogy született meg a hiphop, a punk és a diszkó a csőd szélén álló New Yorkban”, amely a Bronx bérházaiban, a SoHo művészköreiben, a CBGB-ben, a Studio 54-ban és az újonnan épített Világkereskedelmi Központban játszódik. 2015. április 9-én bejelentették, hogy a sorozat férfi főszerepeit Justice Smith, Shameik Moore, Skylan Brooks és Tremaine Brown Jr. játsszák majd. A női főszereplőt 2015. április 16-án jelentették be Herizen Guardiola személyében.
A fiatal színészeket olyan raplegendák készítették fel szerepeikre, mint Grandmaster Flash, Kurtis Blow és Nas. Inspirációért a készítők Ed Piskor Eisner-díjas képregényéhez, a Hip Hop Family Tree-hez fordultak.

## Epizódok

### Első rész (2016)
| Sor. | Év. | Cím                                               | Rendező          | Író | Premier             |
| ---- | --- | ------------------------------------------------- | ---------------- | --- | ------------------- |
| 1.   | 1.  | Where There Is Ruin, There Is Hope for a Treasure | Baz Luhrmann     | Történet: Baz Luhrmann & Stephen Adly Guirgis Tévéjáték: Baz Luhrmann & Stephen Adly Guirgis & Seth Zvi Rosenfeld | 2016. augusztus 12. |
| 2.   | 2.  | Seek Those Who Fan Your Flames                    | Ed Bianchi       | Sam Bromell & Sinead Daly & Jacqui Rivera                                                                         | 2016. augusztus 12. |
| 3.   | 3.  | Darkness Is Your Candle                           | Andrew Bernstein | T Cooper & Allison Glock-Cooper & Stephen Adly Guirgis                                                            | 2016. augusztus 12. |
| 4.   | 4.  | Forget Safety, Be Notorious                       | Ed Bianchi       | Aaron Rahsaan Thomas                                                                                              | 2016. augusztus 12. |
| 5.   | 5.  | You Have Wings, Learn To Fly                      | Michael Dinner   | Seth Zvi Rosenfeld                                                                                                | 2016. augusztus 12. |
| 6.   | 6.  | Raise Your Words, Not Your Voice                  | Ed Bianchi       | Seth Zvi Rosenfeld & Sam Bromell                                                                                  | 2016. augusztus 12. |

### Második rész (2017)
| Sor. | Év. | Cím                              | Rendező           | Író                         | Premier          |
| ---- | --- | -------------------------------- | ----------------- | --------------------------- | ---------------- |
| 7.   | 1.  | Unfold Your Own Myth             | Lawrence Trilling | Stephen Adly Guirgis        | 2017. április 7. |
| 8.   | 2.  | The Beat Says, This Is the Way   | Ed Bianchi        | Aaron Rahsaan Thomas        | 2017. április 7. |
| 9.   | 3.  | One by One, Into the Dark        | Clark Johnson     | Nelson George               | 2017. április 7. |
| 10.  | 4.  | Forget Safety, Be Notorious      | Ed Bianchi        | Seth Zvi Rosenfeld          | 2017. április 7. |
| 11.  | 5.  | Only from Exile Can We Come Home | Ed Bianchi        | Sam Bromell & Jacqui Rivera | 2017. április 7. |

## Fordítás
Ez a szócikk részben vagy egészben  a   The Get Down című angol Wikipédia-szócikk ezen változatának fordításán alapul.  Az eredeti cikk szerkesztőit annak laptörténete sorolja fel. Ez a jelzés csupán a megfogalmazás eredetét és a szerzői jogokat jelzi, nem szolgál a cikkben szereplő információk forrásmegjelöléseként.